# Reggello

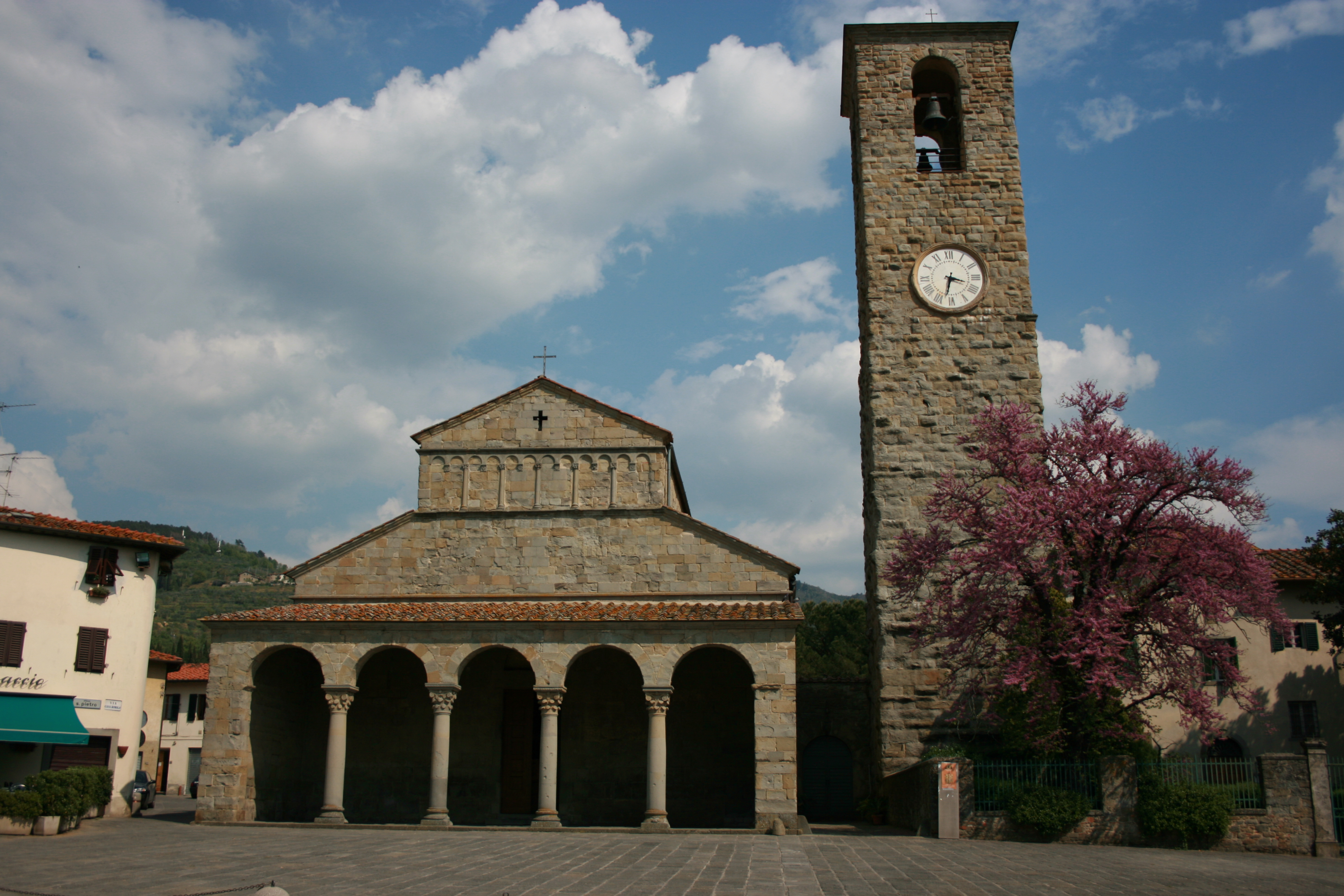
Igreja de São Pedro

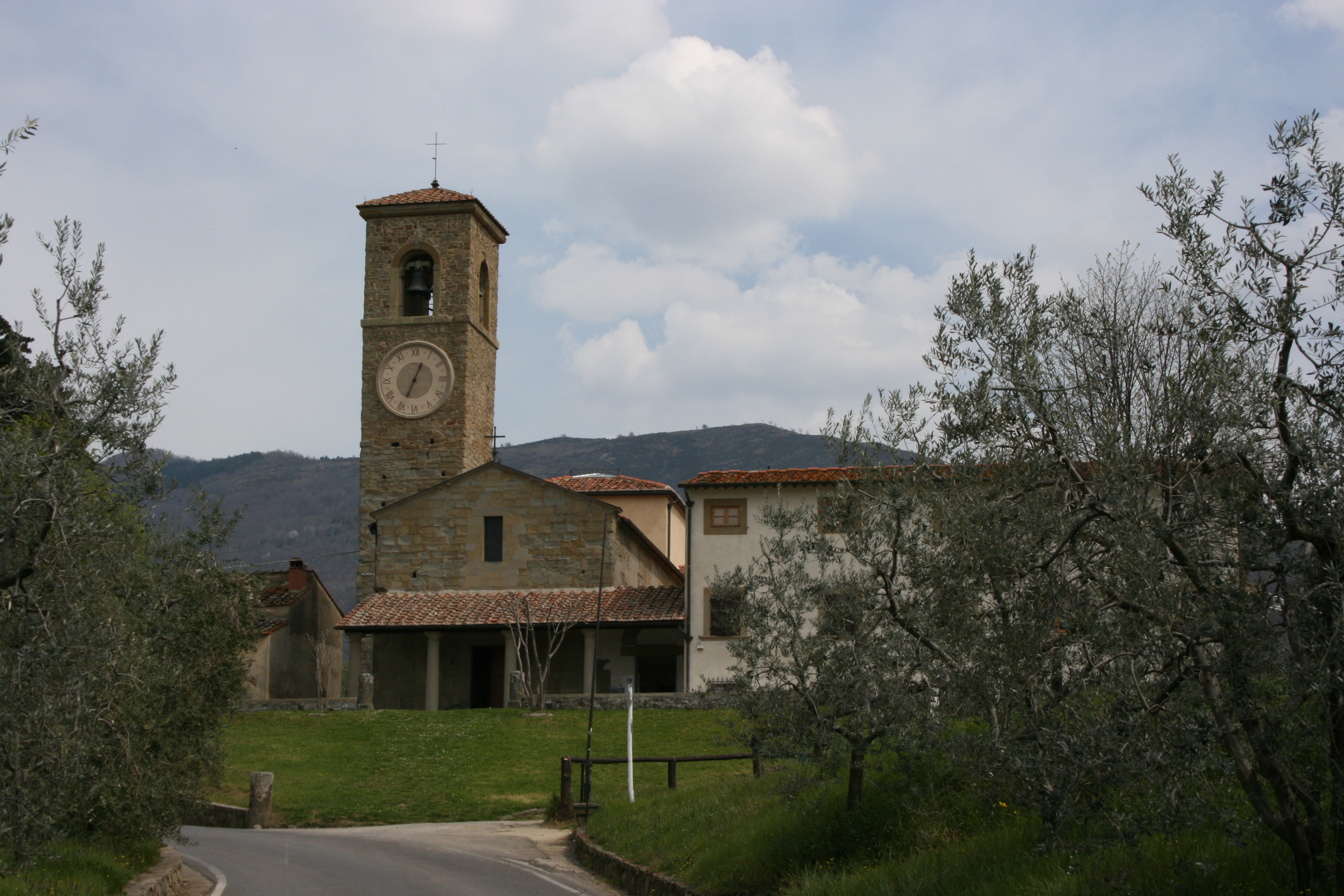
Igreja de Santa Agata ad Arfoli

Reggello é uma comuna italiana da região da Toscana, província de Florença, com cerca de 14.138 habitantes. Estende-se por uma área de 121 km², tendo uma densidade populacional de 117 hab/km². Faz fronteira com Castel San Niccolò (AR), Castelfranco di Sopra (AR), Figline Valdarno, Incisa in Val d'Arno, Montemignaio (AR), Pelago, Pian di Sco (AR), Rignano sull'Arno.

## Demografia
| Variação demográfica do município entre 1861 e 2011                               |
|                                                                                   |
| Fonte: Istituto Nazionale di Statistica (ISTAT) - Elaboração gráfica da Wikipedia |